# Rostselmash
Rostselmash (russisk: Ростсельмаш) er en russisk producent af jordbrugsmaskiner med hovedkvarter i Rostov-on-Don. Rostselmash blev etableret i 1929 og fremstillede forskellige produkter til statslandbrug. Navnet er en sammentrækning af Rostovskiy zavod sel'skokhozyaystvennykh mashin (russisk: Ростовский завод сельскохозяйственных машин), Rostov fabrik for jordbrugsmaskiner.
Virksomheden har været sponsor for fodboldklubben FC Rostov, som dengang havde navnet FC Rostselmash.